# Cucuteni (okręg Botoszany)
Cucuteni – wieś w Rumunii, w okręgu Botoszany, w gminie Durnești. W 2011 roku liczyła 807 mieszkańców.